# 下中山村
下中山村（しもなかやまそん）は、鳥取県東伯郡にあった村。現在の西伯郡大山町の一部にあたる。

## 地理
甲川の下流域、中山谷の北部に位置していた。
- 海洋：日本海[3]

## 歴史
- 1889年（明治22年）10月1日、町村制の施行により、八橋郡潮音寺村、栄田村、田中村、御崎村、赤坂村、下甲村が合併して村制施行し、下中山村が発足[1][2]。旧村名を継承した潮音寺、栄田、田中、御崎、赤坂、下甲の6大字を編成[2]。
- 1896年（明治29年）4月1日、郡の統合により東伯郡に所属[2]。
- 1939年（昭和14年）から大山開拓営団が大字赤坂・下甲・潮音寺で農地開発を実施[4]
- 1955年（昭和30年）4月1日、東伯郡上中山村と合併し中山村を新設して廃止された[1][2]。合併後、中山村大字潮音寺・栄田・田中・御崎・赤坂・下甲となる[2]。

## 産業
- 農業[5]、漁業[3]
- 産物：米、麦、菜種、養蚕[5]

## 交通

### 鉄道
1903年（明治36年）官設鉄道山陰線（現山陰本線）が開通。1951年（昭和26年）中山口駅開設。

### 県道
- 1951年、羽田井植松線整備[2]。

### 港湾
- 御崎漁港[5]